# Маломихайловское
Маломихайловское (укр. Маломихайлівське) — село в Березнеговатском районе Николаевской области Украины.
Основано в 1868 году. Население по переписи 2001 года составляло 54 человек. Почтовый индекс — 56200. Телефонный код — 5168. Занимает площадь 0,223 км².

## Местный совет
56200, Николаевская обл., Березнеговатский р-н, пгт Березнеговатое, пл. Соборно-Николаевская, 10